# Goldenes Kalb (Filmpreis)/Beste Nebendarstellerin
Das Goldene Kalb für die beste Nebendarstellerin (Gouden Kalf voor de beste vrouwelijke bijrol) honoriert beim jährlich veranstalteten Niederländischen Filmfestival die beste Leistung einer Nebendarstellerin in einem Wettbewerbsfilm. Die Auszeichnung wurde erstmals im Jahr 2005 verliehen. Über die Vergabe des Preises stimmt eine Wettbewerbsjury ab.

## Preisträger
| Jahr | Preisträger               | Film                           | Deutscher Verleihtitel      |
| ---- | ------------------------- | ------------------------------ | --------------------------- |
| 2005 | Sophie van Winden         | Leef!                          |                             |
| 2006 | Catherine ten Bruggencate | Ik omhels je met duizend armen |                             |
| 2007 | Sylvia Hoeks              | Duska                          |                             |
| 2008 | Olga Louzgina             | Het zusje van Katia            |                             |
| 2009 | Pleuni Touw               | Bride Flight                   | Bride Flight                |
| 2010 | Coosje Smid               | Joy                            |                             |
| 2011 | Beppie Melissen           | Gooische Vrouwen               |                             |
| 2012 | Olga Zuiderhoek           | Süskind                        |                             |
| 2013 | Georgina Verbaan          | De marathon                    |                             |
| 2014 | Lies Visschedijk          | Hemel op aarde                 |                             |
| 2015 | Hadewych Minis            | Bloed, zweet & tranen          |                             |
| 2016 | Anneke Blok               | De Helleveeg                   |                             |
| 2017 | Marie Louise Stheins      | Waldstille                     |                             |
| 2018 | Fockeline Ouwerkerk       | Bankier van het verzet         | Der Bankier des Widerstands |
| 2019 | Julia Akkermans           | Niemand in de stad             |                             |
| 2020 | Noortje Herlaar           | Kapsalon Romy                  | Romys Salon                 |